# Kuršumlija
Kuršumlija (cyr. Куршумлија) – miasto w Serbii, okręgu toplickim, siedziba gminy Kuršumlija. W 2011 roku liczyło 13 200 mieszkańców.